# 2S19 Msta-S
Msta (mã GRAU: 2S19, tiếng Nga: Мста, Мста-С, 2С19, định danh theo NATO: M1990) là hệ thống lựu pháo tự hành bọc thép do Liên Xô và sau này là Nga phát triển và chế tạo. Nó bắt đầu được đưa vào sử dụng từ năm 1989 để dần thay thế 2S3 Akatsiya.
2S19 Msta do Viện thiết kế UZTM phát triển dựa trên khung gầm của xe tăng T-80 và động cơ diesel của xe tăng T-72 V-84MS 840 mã lực. Pháo có cỡ nòng 152,4 mm bắn được tất cả các loại đạn 152 mm tiêu chuẩn gồm cả đạn pháo có điều khiển bằng laser Krasnopol, cơ số đạn 50 viên, nạp đạn tự động. Tháp pháo được bổ sung thêm súng máy phòng không 12,7 mm NSVT với cơ số 300 viên đạn. Tháp pháo được trang bị hệ thống phòng xạ - sinh - hóa, hệ thống ngắm bắn đồng bộ gồm các thiết bị hiển thị biểu tượng số hóa, bộ kính ngắm đồng bộ dự phòng 1P22, bộ kính ngắm 1P23 dùng cho trực xạ, và bộ thiết bị thu tín hiệu định vị, dẫn đường vệ tinh. Từ năm 2008, Lục quân Nga đặt hàng chế tạo loại 2S19 Msta có hệ thống kiểm soát bắn tự động.

## Phát triển
Các Msta là một pháo hiện đại được thiết kế để triển khai hoặc như là một khẩu súng kéo bằng xe không bọc thép, hoặc được trang bị với xe bọc thép pháo tự hành. Phiên bản pháo kéo được định danh là Msta-B (chỉ số GRAU 2A65), trong khi phiên bản tự hành là Msta-S (còn được gọi là chỉ số GRAU 2S19).
Sự phát triển của 2S19 Msta bắt đầu vào năm 1980 với tên dự án Ferma. Nguyên mẫu được gọi là Ob'yekt 316. Thiết bị tiêu chuẩn của 2S19 bao gồm hệ thống đặt bán tự động 1P22, bộ nạp tự động, hệ thống bảo vệ NBC, thiết bị quan sát ban đêm thụ động cho người lái, bộ lội, lưỡi dozer, máy tạo khói và máy phóng khói 81mm, hệ thống liên lạc 1V116 và máy phát điện 16 kW AP-18D. Năm 2008, các lực lượng vũ trang Nga đã đặt hàng một mô hình cải tiến với hệ thống điều khiển hỏa lực tự động.
Khẩu pháo 2A64 của 2S19 Msta có thể bắn các loại đạn sau, trong số các loại khác: HE (24,7 km), HEAT-FS, HE-BB (28,9 km), HERA (36 km), khói, hóa chất, hạt nhân chiến thuật, chiếu sáng và hàng hóa (ICM).[ nghiên cứu ban đầu? ] Vòng tròn Krasn Krasnopol (hướng dẫn của hệ thống 9K25) được điều khiển bằng laser cũng có thể được ra mắt, cũng như "Krasnopol-M tựa ngắn hơn phù hợp với bộ nạp tự động.

## Sử dụng hoạt động
Pháo tự hành 2S19 Msta được Quân đội Nga sử dụng để thực hiện các cuộc tấn công bằng pháo chống lại quân ly khai Chechen trong Chiến tranh Chechen lần thứ hai.
Các khẩu 2S19 Msta cũng đã được sử dụng trong Chiến tranh ở Donbass bởi Quân đội Ukraine cũng như phe ly khai thân Nga đã bắt giữ một cỗ máy trong cuộc xung đột.

## Các nước sử dụng
Bản đồ các toán tử 2S19 Msta màu xanh lam với các toán tử cũ màu đỏ

### Hiện tại sử dụng
- Azerbaijan - 18 [1]
- Belarus - 12[2]
- Ethiopia - 12 [3]
- Gruzia- 1[4]
- Nga - Khoảng 730 phục vụ và hơn 270 lưu trữ vào năm 2019.[2] 550 2S19 và 2S19M1, 108 2S19M2 năm 2014. 42 2S19M2 theo đơn đặt hàng từ 2016.[5][6][7][8][9][10][11] Giao hàng của Msta-SMs đang được tiến hành và hàng chục đã được giao.[12][13][14][15][16][17][18][19][20][21][22][23][24][25][26][27]
- Ukraina - 40[28]
- Venezuela - 57.[29]
- Maroc - Nhận được một số lượng chưa được tiết lộ của Msta-S.[30][31]

Nga gần đây đã cung cấp chiếc Howitzer Msta-S 155mm cho nước ngoài, đặc biệt là ở Trung Đông. Một cuộc biểu tình đã được tổ chức bởi Rosoboronexport vào năm 2020, cơ quan đầu mối của nước này về xuất khẩu vũ khí, cho các đại diện từ các quốc gia Trung Đông khác nhau.

### Các nhà khai thác cũ
- Liên Xô

## Thông số kỹ thuật
Thông số kỹ thuật Msta-S được cung cấp bởi nhà sản xuất
- Phạm vi:
  - 29 km (18 mi) đạn trích khí đáy
  - 36 km (22 mi) đạn gắn rốc-két tăng tầm
- Tốc độ bắn: 6-8 phát mỗi phút
- Độ nâng nòng pháo: -4 ° đến + 68 °
- Di chuyển vũ khí: 360°
- Thời gian triển khai: 22 phút
- Dự trữ đạn trong xe: 50 viên đạn 152mm

## Các biến thể
- Lựu pháo 152 mm 2A65 'Msta-B' - phiên bản xe kéo của cùng một khẩu pháo.
- 1K17 Szhatie - một phương tiện laser tự hành có chức năng vô hiệu hóa các hệ thống quang điện tử trên tên lửa của đối phương; sử dụng khung gầm và tháp pháo Msta-S.
- 2S19M1 (2000) - Phiên bản cải tiến với hệ thống đặt tự động và Glonass.
- 2S19M2 hoặc 2S33 "Msta-SM2" (2013) - Phiên bản cải tiến hiện đang được sản xuất, được trang bị hệ thống điều khiển hỏa lực tự động mới giúp tăng tốc độ bắn. Bản đồ điện tử kỹ thuật số hiện có sẵn giúp tăng tốc đáng kể định hướng địa hình trong điều kiện địa lý khó khăn và cho phép thực hiện các nhiệm vụ bắn nhanh hơn và hiệu quả hơn.
- 2S19M1-155 (2006) - Phiên bản xuất khẩu 155mm của 2S19M1, được trang bị pháo 155mm L/52 với tầm bắn hơn 40 km.
- 2S27 "Msta-K" - Biến thể có bánh xe (K = kolyosnij), dựa trên khung gầm xe tải 8x8. Có một số nguyên mẫu khác nhau, bao gồm một mẫu dựa trên KrAZ-ChR-3130 và hai mẫu dựa trên Ural-5323 (có và không có tháp pháo).
- 2S30 "Iset" - Phiên bản cải tiến, chỉ nguyên mẫu.
- 2S35 'Koalitsiya-SV' - thế hệ pháo lựu tư hành 152mm mới, kế tiếp 2S19 Msta do Nga phát triển gần dây.

## Xe tương tự
- Hệ thống pháo binh Archer
- AS-90
- AHS Krab
- Panzerhaubitze 2000
- Loại pháo tự hành loại 99 155 mm
- Sấm sét K-9 (K-9 Thunder)
- Bão T-155 (T-155 Fırtına)
- M109 Paladin
- PLZ-45
- PLZ-05
- 2S3 Akatsiya: bị Msta-S bổ sung và thay thế
- 2S35 Koalitsiya-SV: được phát triển để thay thế cho Msta